# Grand Serail
El Grand Serail (en árabe: السراي الكبير; también conocido como el Palacio de Gobierno) es la sede del primer ministro del Líbano. Está situado sobre una colina en el centro de Beirut a pocas cuadras de distancia del Parlamento del Líbano. El Grand Serail es un edificio histórico, el más importante de los tres monumentos otomanos en la colina Serail. Los otros dos son el Consejo de Desarrollo y Reconstrucción y la torre del reloj Hamidiyyeh. Este edificio histórico se ha ganado su importancia a través de los roles sucesivos que obtuvo desde 1832.